# 2. hokejová liga SR 1994/1995
Sezóna 1994/1995 byl 2. ročníkem 2. slovenské hokejové ligy. Vítězem se stal tým HC Polygón Nitra, který úspěšně postoupil do 1. hokejové ligy. Z 1. ligy sestoupil HK Agro White Lady Levoča.

## Systém soutěže
Soutěž byla rozdělena do tři skupin (západ, střed a východ). Celkem se jich zúčastnilo čtrnáct týmů , ve skupině východ šest týmů, ve skupině střed pět týmů a ve skupině západ tři týmy. Ve skupině západ a východ se hrálo 1x venku a doma, ve skupině střed se odehrálo celkem šest zápasů. Bodový systém byl stejný z předešlé sezony, za výhru se získalo dva body, za remízu jeden bod a za prohru nezískal klub žádný bod. První dva týmy z každé skupiny postoupili do finálové části o postup. Nejlepší tým postoupil přímo do 1. ligy. Ze soutěže se nesestupovalo.

## Základní část

### Skupina západ
|  | Postupující do skupiny o postup |

| Poř. | Tým                      | Z | B  | V | R | P | Skóre | +/– |
| ---- | ------------------------ | - | -- | - | - | - | ----- | --- |
| 1    | Spartak BEZ Bratislava   | 8 | 13 | 6 | 1 | 1 | 49:16 | +33 |
| 2    | HC Polygón Nitra         | 8 | 12 | 5 | 2 | 1 | 32:12 | +20 |
| 3    | VTJ Levice               | 8 | 11 | 5 | 1 | 2 | 46:24 | +22 |
| 4    | HC Univerzita Trnava     | 8 | 4  | 2 | 0 | 6 | 24:47 | –23 |
| 5    | TJ Lokomotíva Nové Zámky | 8 | 0  | 0 | 0 | 8 | 13:65 | –52 |

### Skupina střed
|  | Postupující do skupiny o postup |

| Poř. | Tým                                                 | Z | B  | V | R | P | Skóre | +/– |
| ---- | --------------------------------------------------- | - | -- | - | - | - | ----- | --- |
| 1    | HK Medokýš Turčianske Teplice                       | 6 | 10 | 5 | 0 | 1 | 36:11 | +25 |
| 2    | Ivalak Banská Bystrica (ŠK Iskra Banská Bystrica B) | 6 | 6  | 3 | 0 | 3 | 31:29 | +2  |
| 3    | HC Prievidza                                        | 6 | 6  | 2 | 2 | 2 | 26:34 | –8  |

Mužstvo Ivalak Banská Bystrica byl B týmem ŠK Iskra Banská Bystrica B, tudíž nemohlo postoupit do skupiny o postup protože A-tým hrál v 1. hokejovou ligu

### Skupina východ
|  | Postupující do skupiny o postup |

| Poř. | Tým                          | Z  | B  | V | R | P  | Skóre  | +/– |
| ---- | ---------------------------- | -- | -- | - | - | -- | ------ | --- |
| 1    | HC CompAct Rožňava           | 10 | 18 | 9 | 0 | 1  | 100:22 | +78 |
| 2    | HC Športklub Humenné         | 10 | 16 | 8 | 0 | 2  | 60:26  | +34 |
| 3    | HC MEZ VTJ Michalovce B      | 10 | 13 | 6 | 1 | 3  | 59:27  | +32 |
| 4    | HC 46 Bardejov               | 10 | 9  | 4 | 1 | 5  | 54:51  | +3  |
| 5    | HC Stavbár Vranov nad Topľou | 10 | 4  | 2 | 0 | 8  | 28:82  | –54 |
| 6    | HK Slávia 87 Stropkov        | 10 | 0  | 0 | 0 | 10 | 23:116 | –93 |

## O postup
|  | Postupující do 1. hokejové ligy |

| Poř. | Tým                           | Z  | B  | V | R | P | Skóre | +/– |
| ---- | ----------------------------- | -- | -- | - | - | - | ----- | --- |
| 1    | HC Polygón Nitra              | 10 | 18 | 9 | 0 | 1 | 53:19 | +34 |
| 2    | HK Medokýš Turčianske Teplice | 10 | 15 | 7 | 1 | 2 | 47:23 | +24 |
| 3    | Spartak BEZ Bratislava        | 10 | 11 | 5 | 1 | 4 | 39:26 | +13 |
| 4    | HC CompAct Rožňava            | 10 | 6  | 3 | 0 | 7 | 48:50 | –2  |
| 5    | HC Športklub Humenné          | 10 | 6  | 3 | 0 | 7 | 28:45 | –17 |
| 6    | HC Prievidza                  | 10 | 2  | 0 | 2 | 8 | 26:72 | –46 |